# برقلس
برقلس (412 - 485 م) هو فيلسوف أفلاطوني محدث. ورد اسمه في المصادر العربية: برقليس وفرقلس وفرقليس وأبرقلس.
ولد في القسطنطينية ودرس في الإسكندرية على يدي ألمفيودورس الشيخ وثم في مدرسة فلوطرخس وسوريانوس. أصبح ريئسا لمدرسة الأكاديمية الأفلاطونية في أثينة خلفا لدومنينوس، ولقب «ديادوخس» أي «عقيب» أفلاطون على رياسة الأكاديمية.
كان له أثر في انتشار الفكر الأفلاطوني المحدث في أوروبا والبلاد الإسلامية. وترجع شهرة برقلس عند العرب إلى اثباته قدم العالم وإلى نقد يحيى النحوي.
وقد ذكر ابن تيمية أن أشهر أتباع أرسطو من الأولين هم: بُرقلس والإسكندر الأفروديسي وثامسطيوس.

## آثاره
له كتاب «مبادئ الالهيات»، وكانت أجزاء من هذا الكتاب قد نقلت قديما الى العربية بإسم «الإيضاح في الخير المحض» ونسبت خطا إلى أرسطو.

## المصدر
1. ↑  Charles Dudley Warner, ed. (1897), Library of the World's Best Literature (بالإنجليزية), QID:Q19098835
2. ↑  طرابيشي، جورج (2006 م). معجم الفلاسفة (ط. الثالثة). بيروت: دار الطليعة. ص. 15. مؤرشف من الأصل في 9 أكتوبر 2016. {{استشهاد بكتاب}}: تحقق من التاريخ في: |سنة= (مساعدة)
3. ↑  بدوي، عبد الرحمن (1984). موسوعة الفلسفة - الجزء الأول (ط. الأولى). بيروت: المؤسسة العربية للدراسات والنشر. ص. 345.
4. ↑  البعلبكي، منير (1992 م). معجم أعلام المورد (ط. الأولى). بيروت: دار العلم للملايين. ص. 102. مؤرشف من الأصل في 9 أغسطس 2018. {{استشهاد بكتاب}}: تحقق من التاريخ في: |سنة= (مساعدة)
5. ↑  جيرهارد إندرس (1971). مقتطفات عربية من كتاب برقلس الأفلاطوني المعروف بكتاب مبادئ الإلهيات. بيروت: المعهد الألماني للأبحاث الشرقية. ص. ز. مؤرشف من الأصل في 2023-12-09.
6. ↑  ابن تيمية (1426 هـ / 2005 م). الرد على المنطقيين (ط. الأولى). تحقيق عبد الصمد شرف الدين الكبتي - بيروت: مؤسسة الريان. ص. 381-382. مؤرشف من الأصل في 5 سبتمبر 2014. {{استشهاد بكتاب}}: تحقق من التاريخ في: |سنة= (مساعدة)
7. ↑  عبد الحي، طارق عبد المحسن (يوليو 2014). "التراجم العربية و أخطاء الباحثين العرب : كتاب الإيضاح في الخير المحض أنموذجا". هرمس. ج. 3 ع. 3: 87–112. DOI:10.12816/0010781.